# Eriocaulon capitulatum
Eriocaulon capitulatum är en gräsväxtart som beskrevs av Harold Norman Moldenke. Eriocaulon capitulatum ingår i släktet Eriocaulon och familjen Eriocaulaceae. Inga underarter finns listade i Catalogue of Life.